# Узьминка
Узьминка — река в России, протекает по Лужскому району Ленинградской области.
Исток — озеро Узьминское юго-восточнее озера Самро. Течёт на восток, принимает правый притой — Чёрный, пересекает дорогу Н171 (Рель — Николаевское).
Впадает в Сабу с левого берега в 31 км от устья последней, в полукилометре выше устья Лужинки, севернее деревни Переволок. Длина реки составляет 11 км.

## Данные водного реестра
По данным государственного водного реестра России относится к Балтийскому бассейновому округу, водохозяйственный участок реки — Луга от в/п Толмачево до устья, речной подбассейн реки — подбассейн отсутствует. Относится к речному бассейну реки Нарва (российская часть бассейна).
По данным геоинформационной системы водохозяйственного районирования территории РФ, подготовленной Федеральным агентством водных ресурсов:
- Код водного объекта в государственном водном реестре — 01030000612102000026367
- Код по гидрологической изученности (ГИ) — 102002636
- Код бассейна — 01.03.00.006
- Номер тома по ГИ — 2
- Выпуск по ГИ — 0